# 홍소희
홍소희(1984년 8월 19일 ~ )는 대한민국의 배우이자 모델이다.

## 출연작

### 영화
- 《당가산지연》 (2014년)
- 《베스트 서스펙트》 (2014년)
- 《사랑오감》 (2012년) - 은미 역
- 《레몬》 (2012년)
- 《엄마》 (2011년)
- 《수상한 고객들》 (2011년) - 김영미 역
- 《아저씨》 (2010년) - 김연수 역
- 《나의 친구, 그의 아내》 (2008년) - 지숙 역
- 《므이》 (2007년) - 비엣 / 은정 역
- 《브라운 각서》 (2005년)
- 《아미노업》 (2005년)
- 《돈 텔 파파》 (2004년) - 라미 역

### 드라마
- 《미려배후》 (중국 북경BTV, 2014년) - 바자 역
- 《신의 퀴즈 3》 (OCN, 2012년) - 신희수 역
- 《인수대비》 (JTBC, 2011년) - 중전신씨 역
- 《짝패》 (MBC, 2011년) - 덴년 역
- 《환상기담》 (MBC Every1, 2008년)
- 《메디컬 기방 영화관》 (OCN, 2007년) - 연 역
- 《왕과 나》 (SBS, 2007년) - 계향 역
- 《사랑하고 싶다》 (SBS, 2004년) - 째즈바 종업원 미스 홍 역
- 《백설공주》 (KBS2, 2004년)
- 《사랑한다 말해줘》 (MBC, 2004년) - 희수와 함께 비행기를 타고 여자 역
- 《상두야, 학교가자》 (KBS2, 2003년)

### 뮤직비디오
- 제이 - 그때까지

### 광고
- 매치니코프
- 게보린

## 음반
- 《Lemon》 (2013년)